# 릴로 & 스티치 (2025년 영화)
《릴로 & 스티치》(영어: Lilo & Stitch)는 2025년 개봉한 미국의 SF 코미디 드라마 영화이다. 딘 플라이셔 캠프가 감독을 맡았으며, 월트 디즈니 픽처스의 동명 애니메이션 영화를 실사화한 작품이다.

## 출연진
- 크리스 샌더스 - 스티치(목소리 출연)
- 마이아 케알로하 - 릴로 펠레카이
- 잭 갤리퍼내키스 - 점바 주키바 박사
- 빌리 매그너슨 - 플리클리 요원
- 시드니 아구동 - 나니 펠레카이
- 카이포 더도이트 - 데이비드 카웨나
- 티아 카레레 - 케코아 부인
- 코트니 B. 밴스 - 코브라 버블스
- 해나 워딩엄 - 사령관
- 에이미 힐 - 투투
- 제이슨 스콧 리 - 루아우 매니저

### 한국어 더빙
- 김환진 - 스티치
- 김은솔 - 릴로
- 혜원 - 나니
- 석승훈 - 점바
- 엄상현 - 플리클리
- 박성영 - 데이비드
- 김정훈 - 코브라
- 이선주 - 사령관
- 홍소영 - 케코아
- 안경진 - 투투
- 전수현 - 머틀
- 김단
- 임혁
- 김아롱
- 김예림
- 장세린
- 조윤진

## 참고 사항
- 원작인 〈릴로 & 스티치〉가 개봉했을 당시와 마찬가지로 기존의 디즈니 영화들을 패러디하는 마케팅을 진행하였다. 〈모아나 2〉와 〈무파사: 라이온 킹〉 개봉을 기념한 스페셜 포스터와 티저 예고편은 물론, 디즈니 프린세스 영화를 패러디한 티저 포스터를 공개하기도 하였다. 여기에 미국에서 타임스 스퀘어 신년 행사와 슈퍼볼 LIX 등 대중의 관심이 집중된 각종 이벤트 때마다 관련 포스터와 광고를 선보였으며, 스티치가 로스앤젤레스 선셋 대로의 한 빌딩 외벽에 설치된 〈썬더볼츠*〉 옥외광고를 찢으며 나타나는 형태의 마케팅을 진행하기도 하였다.[2]
- 이번 작품의 영문 공식 예고편이 공개 24시간 만에 1,580만 회의 조회 수를 기록, 〈라이온 킹〉에 이어 역대 디즈니 실사 영화 예고편 조회 수 2위의 기록을 세웠다.[3]